# Arthur Mendel
Arthur Mendel (* 6. Juni 1905 in Boston, Massachusetts; † 14. Oktober 1979 in Newark, New Jersey) war ein US-amerikanischer Chordirigent, Musikwissenschaftler und -pädagoge.

## Leben
Mendel studierte bis 1925 an der Harvard University und besuchte dann bis 1927 Kurse für Musiktheorie bei Nadia Boulanger in Paris. Von 1930 bis 1938 war er Mitarbeiter des Musikverlages G. Schirmer, Inc. Daneben arbeitete er von 1930 bis 1933 als Musikkritiker für die Zeitschrift The Nation. Von 1940 bis 1943 war er Redakteur beim Journal der American Musicological Society und von 1941 bis 1947 bei den Associated Music Publishers.
Von 1938 bis 1950 unterrichtete Mendel an der Dalcroze School of Music, deren Leiter er ab 1947 war, und der Diller-Quaile School in New York. Er gab 1949 an der Columbia University und 1951 an der University of California at Berkeley Vorlesungen. Von 1952 bis zu seiner Emeritierung 1973 war er Professor an der Musikfakultät der Princeton University, die er bis 1967 auch leitete. Er wurde 1973 in die American Academy of Arts and Sciences aufgenommen.
Von 1936 bis 1953 leitete Mendel die Cantata Singers in New York, einen der ersten authentischen Barockchöre der USA. 1945 gab er in New York den The Bach Reader (2. Auflage 1966 mit Hans Theodor David) heraus. Eine Sammlung seiner Artikel und Studien zur Renaissance- und Barockmusik erschien 1969 in dem Band Studies in the History of Musical Pitch. Mendel gehörte zu den Herausgebern der Neuen Bach-Ausgabe und der Josquin-Edition. Weiterhin gab er Bachs Weihnachtsoratorium (Christmas Story, 1949) und Musicalische Exequien (1957) heraus. 1969–1970 erschien seine Schrift über den Einsatz der Computertechnologie in der Musik Computers and the Humanities.